# Leonard White
Pour les articles homonymes, voir White.
Leonard White, né le 21 février 1971, à Century, en Floride, est un joueur américain de basket-ball. Il évolue au poste d'ailier fort. 

## Palmarès
- Champion USBL 2005
- Champion CBA 2006, 2007
- All-CBA First Team 2004
- CBA All-Defensive First Team 2004